# エピナスチン
エピナスチン (Epinastine) は、第二世代抗ヒスタミン薬であり、肥満細胞を安定化させてヒスタミンおよびSRS‐Aの遊離を抑制する作用も持つ。高いヒスタミンH1受容体選択性をもち、ムスカリン受容体やヒスタミンH2受容体選択性への影響は非常に低い。
1994年に発売開始され、日本でも同年ベーリンガー・インゲルハイムより商品名アレジオンで販売開始されている。2004年に特許切れにより後発医薬品が発売されている。白色-微黄色の粉末で、無臭であるが苦みがある。エピナスチン塩酸塩として使用される。

## 概要
1994年4月に、錠剤 (10mg、20mg) が承認された後、小児用として2005年1月にドライシロップ (1%) が承認された。2013年9月には参天製薬より点眼剤 (0.05%）が承認された。点眼剤には、保存剤としてホウ酸が添加されるが、コンタクトレンズを装用したまま点眼できる。[要出典医学]

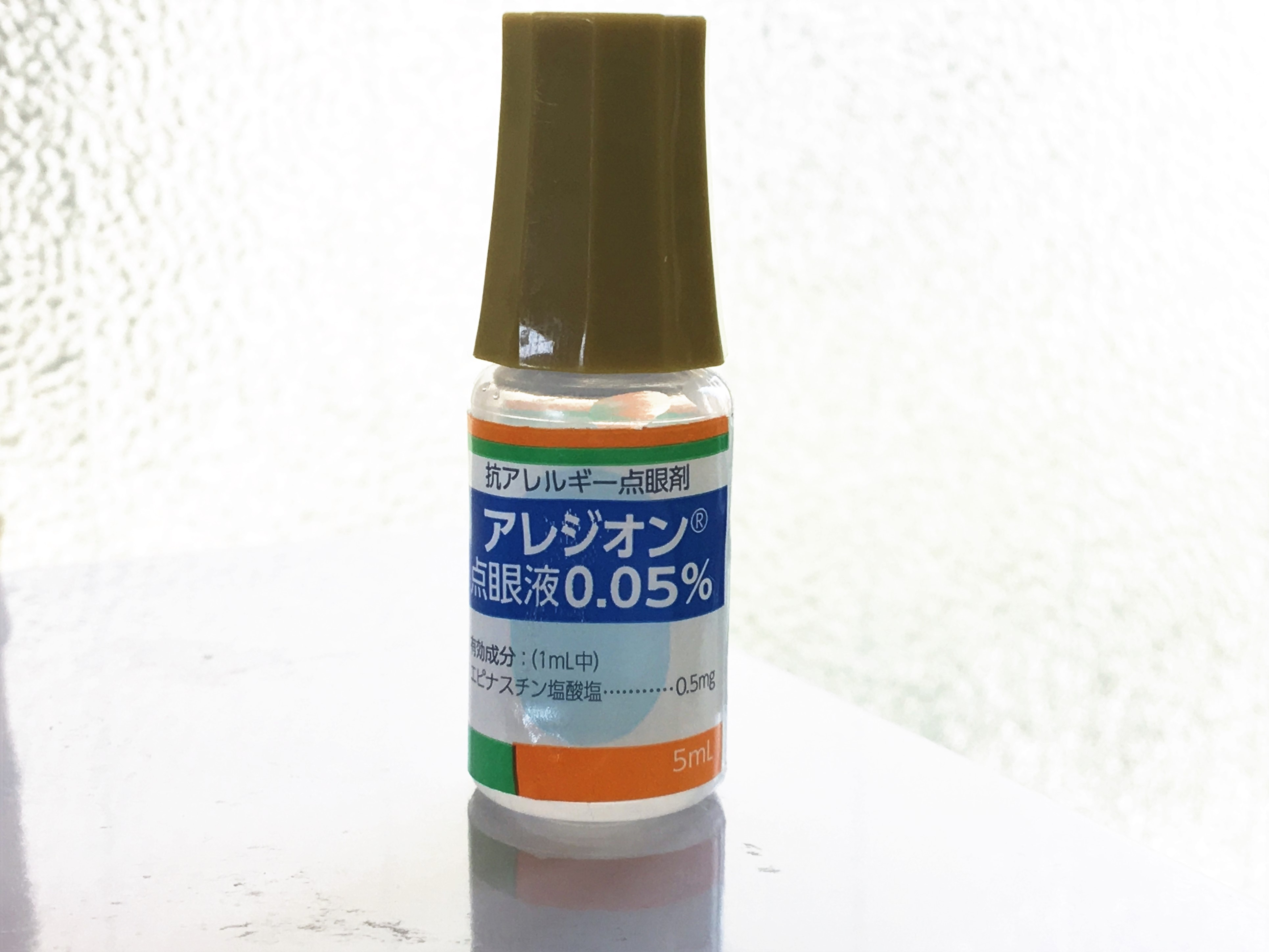
アレジオン点眼薬（塩酸エピナスチン）

経口薬は気管支喘息、アレルギー性鼻炎、蕁麻疹、湿疹・皮膚炎、皮膚瘙痒症、痒疹、瘙痒を伴う尋常性乾癬錠剤のみに、点眼薬はアレルギー性結膜炎に1日4回の点眼として用いられる。IL-6、IL-8等の炎症性サイトカインの産生・遊離の抑制等の作用も有する。ヒスタミンH1受容体阻害作用は高選択的であり、血液脳関門を通過しない。気管支喘息への効果は他の抗アレルギー剤と同様に限定的であり第一選択とはされていない。点眼薬は、無症状期のアレルギー性結膜炎患者に対するスギ花粉暴露による無作為試験で、オロパタジン点眼液と同程度の有効性を示した。

## 薬物動態
成人男性への経口投与では、空腹時に飲むことで1.9時間で最高血中濃度に到達する。体内に吸収されたエピナスチンは未変化体のまま腎臓から排出されるが、消化管から吸収されるのは40%に過ぎず、残りは未吸収のまま糞便中に排泄される。点眼薬は7日間連続使用しても体内血中濃度は検出限度以下である。

## 副作用

### 内服薬
内服薬の副作用の発現率は8,443例を対象とした臨床試験で3.12%であり、眠気 (1.21%) や口喝 (0.33%) などが知られるが頻度は低い。重大な副作用として肝機能障害、黄疸、血小板減少などが知られているが非常に稀とされる。

### 点眼薬
点眼薬の重大な副作用は記載されていない。国内の長期臨床試験で130例中2.3%に軽微な副作用が認められた。内容は眼刺激感 (1.5%)、眼の異物感 (0.8%)、羞明1件 (0.8%) となっている。

## 鏡像異性体

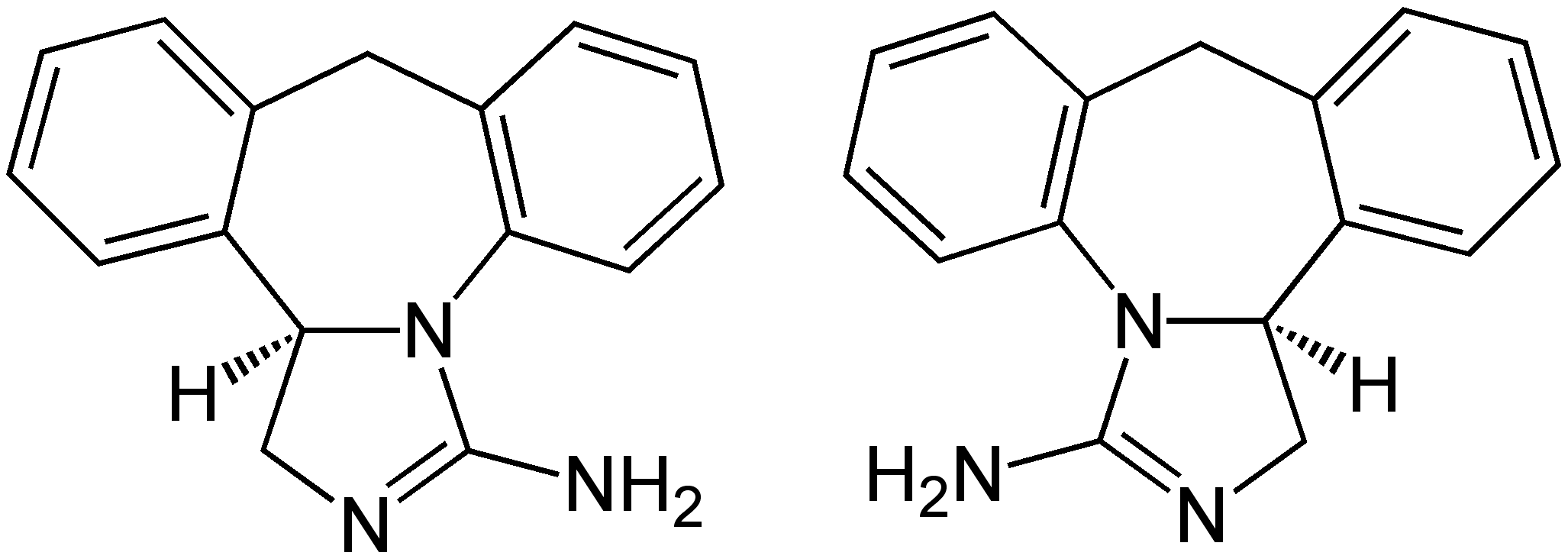
エピナスチンの鏡像異性体

エピナスチンには不斉中心が一つあるが、光学分割されておらず、ラセミ体である。

## 一般用医薬品
2011年10月、エスエス製薬からアレジオン10が発売された。処方箋医薬品が一般用医薬品に転用（スイッチOTC）された例である。当時は「眠くなりにくい」「1日1回1錠」が謳い文句だった。2015年10月25日に、第一類から第二類医薬品に変更された。
2021年3月15日、エピナスチン塩酸塩を使用したドライシロップ製剤について先発メーカーである日本ベーリンガーインゲルハイムと後発医薬品メーカーの沢井製薬、東和薬品、日医工の4社は使用期限内全ロットの自主回収を開始した。日本ベーリンガーインゲルハイムがICH-M7に基づいて行なった自主検査で「クラス2」に分類されうる分解物が確認されたためで、4社合計で約73万箱が回収の対象となった。